# 桐田咲智代
桐田 咲智代（きりた さちよ、1977年3月21日 - ）は、東京都出身のフリーアナウンサー・ニチエンプロダクション（業務委託）元新体操選手。元札幌テレビ放送アナウンサー。キャリアコンサルタント、大学講師、日テレ学院 アドバイザー。美ら咲株式会社（本社：沖縄県）の代表取締役。

## 人物・経歴

### 人物
3歳からモダンバレエを始める。
小学校2年生から新体操を始め、中学・高校時代は選手として活躍。
中学3年で全国中学校新体操選手権大会『優勝』（団体）キャプテンを務めた。
藤村女子高校・1年でインターハイ 2位（団体） 、国体 2位（団体） と東京都代表としても活躍した。
20歳の時、新体操でカルビー『サッポロポテト』のCMに出演、また小林製薬「ラナケイン」でもCM出演がある。
ニチエンプロダクションの協力フリーアナウンサーである。東京と沖縄を拠点に、全国各地でテレビ・ラジオ番組MC・オンライン配信MC・各種イベント司会、ナレーション、セミナー講師として活動中。
美ら咲株式会社代表で、アナウンス業、キャリア教育支援事業、観光業（日本文化体験施設「笹桐庵」）を行っている。

### 経歴
- 1999年3月東海大学文学部広報学科を卒業。東京アナウンスアカデミー出身[1]。
- 1999年4月札幌テレビ放送（STV）にアナウンサーとして入社。主に北海道内ローカルの番組を担当し、ニュース・スポーツ・バラエティ・ドキュメンタリー番組と幅広く活躍。映画『パコダテ人』にもSTVのアナウンサーの一員としてキャスター役で出演。バラエティ番組「1×8いこうよ!」では、この番組の司会者で、後に「水曜どうでしょう」（HTB）でブレークした地元のタレント・大泉洋と共演。
- 2003年フリーアナウンサーとしてジョイスタッフに所属。東京MXテレビの早朝番組「TOKYOモーニングサプリ」水曜日キャスターを担当。
- 2003年12月 米国籍の一般人と結婚
- 2004年9月産休に入る。2005年に長男誕生、2009年に次男誕生、2児の母である。
- 2011年4月　東北支援ボランティア「心のケアボランティア」（CMA主催）参加。東北・宮城県石巻市女川町の避難所や福島県の避難旅館を訪問。読み聞かせや音楽療法を用いての支援活動に携わる。
- 2011年4月 - 2017年5月　産経新聞ビジネス紙「Fuji Sankei Business i.」及びWeb版「SankeiBiz」の沖縄地域コラムニスト/リポーター担当。
- 2012年5月　JCDA認定　キャリアカウンセラー資格取得。学生への就職活動サポート等。
- 2015年4月「笹桐庵」（沖縄・恩納村）裏千家 茶道体験コーディネーター
- 2015年8月　ニチエンプロダクション　所属フリーアナウンサー
- 2016年2月　東海大学「マスコミ講座」　講師
- 2016年11月　国家資格キャリアコンサルタント資格取得
- 2017年8月ニチエンプロダクション 協力アナウンサー
- 2018年5月　東海大学「マスコミ講座（放送・広告コース）」講師
- 2018年10月 - 2019年2月　東海大学「マスコミ講座（放送・広告コース）」講師・運営
- 2019年5月　国際結婚15年の婚姻生活を経て離婚
- 2019年6月    美ら咲株式会社（沖縄県・那覇市）を設立。代表取締役CEO。
- 2020年7月オンラインにて「キャリア教育支援事業」セミナー講師・運営
- 2020年11月「TOKYO2020・東京五輪・トランポリン競技テストイベント」 会場アナウンサー
- 2021年5月「TOKYO2020・東京五輪・体操競技テストイベント」会場アナウンサー
- 2021年5月「TOKYO2020・東京五輪・新体操競技テストイベント」 会場アナウンサー
- 2021年5月    東京沖縄県人会　理事就任（2年任期後退任）
- 2021年7月「TOKYO2020オリンピック・体操競技」会場アナウンサー（有明体操競技場）
- 2021年8月「TOKYO2020オリンピック・新体操競技」会場アナウンサー（有明体操競技場）
- 2022年1月　SCSC　ACCアスリートキャリアコーディネーター認定　ACC相談員
- 2023年9月　東海大学同窓会　広心会（広報メディア学科／心理・社会学科）会長就任
- 2024年3月　日テレ学院　アドバイザー就任（業務委託）
- 2024年10月　東海大学「メディア講座」講師
- 美ら咲株式会社は、メディア事業〔テレビ・ラジオ・オンライン配信・セミナーなど司会・MC〕、観光業〔日本文化体験施設『笹桐庵』（沖縄県恩納村）」茶道・華道・書道体験施設運営および沖縄県内のホテルと連携した日本文化イベントの企画・運営、キャリア教育支援事業〔就職支援・コミュニケーションスキル・プレゼンスキル・トップアスリートのキャリアデザイン指導・講師〕の３事業を行っている。

## 出演番組

### TV|ラジオ
CSテレ朝チャンネル2
- 2023年-2019年「日本体操祭」番組MC
- 2023年11月「日本体育大学体育研究発表実演会」番組MC
- 2021年3月　「全国高等学校新体操選抜大会」実況　ゲスト：佐藤三兄弟
- 2021年9月　「男子新体操全国オンライン選手権2021」実況
- 2020年9月・10月「男子新体操全国オンライン選手権2020」実況

CS スカイA
- 全日本新体操選手権大会
  - 第71回 男子団体総合 予選・決勝 女子団体総合 MC　2017年11月～
    - 第71回 男子・個人総合 女子・個人総合 男女個人・種目別決勝 MC　2017年12月～、2018年1月～、2018年2月～、2018年3月～、2018年4月～
    - 第71回 個人総合TOP10 完全版 MC　2018年5月～、2018年6月～

  - 第72回 - MC 2018年11月、12月
    - ノーカット版 MC 2018年12月、2019年1月
- 全日本新体操クラブ団体選手権
  - 第18回 - MC　2018年9月
  - 第19回ノーカット版 - MC　2018年10月
- 「SASAKICUP 第16回 全日本新体操ユースチャンピオンシップ」男子個人 決勝・女子個人 決勝 前編・女子個人 決勝 後編・第9回男子新体操団体選手権大会 MC　2018年7月～
- 「第9回男子新体操団体選手権大会」MC　2018年6月
- 「第17回全日本新体操クラブ団体選手権」ジュニアの部シニアの部 MC　2017年10月〜、11月～

日本テレビ
- 「世界の果てまでイッテQ！」男子新体操　実況MC（2020年10月）
- おもいっきりテレビ札幌雪まつり
- STVカップ国際スキージャンプ競技大会2000、2001
- 24時間テレビ 「愛は地球を救う」
- NNNドキュメント‘01 - ナレーション

テレビ朝日
- ドラマスペシャル警部補碓氷弘一 - 報道特番キャスター役

BS11
- 香妻琴乃のスマイルGOLF - アシスタントMC　2017年4月7日～毎週金曜日夜22:00～22:30放送

RBCiラジオ
- さちの愛リクエスト - 音楽情報番組　パーソナリティ

TOKYO MX
- 年始特番「願いを旋律に込めて～NewYear Classic & Pops～」江原啓之・桐田咲智代 出演
- TOKYOモーニングサプリ - キャスター

札幌テレビ
- 1×8いこうよ! - バラエティ　大泉洋共演　初代アシスタント
- どさんこワイド212 - リポーター
- NNNきょうの出来事 - 報道　ニュース担当
- どさんこサンデー - 報道　中継リポーター
- コンサドーレ札幌　サッカー中継
- 札幌シリーズ　巨人戦 - リポーターほか

STVラジオ
- オハヨー!ほっかいどう - アシスタント
- ホットラインNEXT - パーソナリティ
- 9時です!リクエストプラザ - パーソナリティ

J SPORTS
- サッカー「横浜FC特番」ナレーションほか

### CM
- カルビー「サッポロポテト」 - 新体操
- 小林製薬「ラナケイン」
- Tokyo FM ラジオCM「学校法人 東海大学　～未来授業～」番組内提供クレジットナレーション（2020年11月～）

### 映画
- 美しい星」- 表彰式MC役
- パコダテ人 - リポーター役

### 新聞
- 「沖縄タイムス」美ら咲株式会社　日本文化体験施設「笹桐庵」記事掲載 2019年12月27日
- 「琉球新報社」フリーアナウンサー　桐田咲智代　記事掲載2021年6月28日

### 雑誌
- 「ESSE」（扶桑社）別冊付録
  - 2017年1月7日（土）発売
  - 2018年4月7日（土）発売
- 「オキナワグラフ」 美ら咲株式会社　桐田咲智代　表紙・記事　掲載 2019年7月号

### ＭＣ
- TOKYO2020
  - トランポリンテストイベント（有明体操競技場）日本人MC（2019年11月）
  - 体操テストイベント（有明体操競技場）日本人MC（2021年5月）
  - 新体操テストイベント（有明体操競技場）日本人MC（2021年5月）
  - 体操競技（有明体操競技場）日本人MC（2021年7月）
  - 新体操競技（有明体操競技場）日本人MC（2021年8月）
- 「公益社団法人ACジャパン　社員総会・懇親パーティー」司会（2023年-2018年）
- 「JTBグループ New Year Partnership Meeting 2024」(2024年1月-2023年1月)
- 「JTB 感謝の集い2024」司会(2024年-2022年)
- 「沖縄懇話会」司会（2024年1月/2023年1月）
- 「東海大学吹奏楽研究会 定期演奏会」司会（2024年-2012年）
- 「首里城うむいの燈プロジェクト　首里城モニュメント点灯セレモニー」 MC（2020年10月）
- 「東京沖縄県人連合会合同新春の集い」司会（2020年1月）
- 「JTBベストホスピタリティコンテスト全国大会」 司会　第１回～第6回（2015-2019年11月）
- 「JTB日本の旬　沖縄」司会（2019年9月）
- 「東海大学校友会館 50周年記念祝賀会（霞が関ビル35F）」 司会（2019年7月）
- 「どさんこしまんちゅフォーラム（沖縄恩納村・OIST）」　司会（2019年4月）
- 「第15回大学不動産連盟　総会・記念講演会・懇親会」 2018
- 「よみうりランド　″グッジョバ!!” オープニングセレモニー」 司会（2016年）
- 「羽田空港国際線旅客ターミナル開館5周年感謝の夕べパーティー」（2016年）
- 「関東本格焼酎・泡盛会」2015-2016
- 「Flower Artist 丹羽英之 フラワーパフォーマンスショー」2014
- 「KDDI au CS AWARDS」 2013
- 「カゴメ株式会社　記者会見」 2013
- 「全国児童画コンクール　表彰式」 2011-2014
- 産業支援センター落成式典（沖縄県名護市）
- 学会・総会
- 新商品発表会
- トークショー
- 映画試写会など　その他司会歴多数

### 所属団体など
- CCAキャリアカウンセリング協会　会員
- JCDA日本キャリア開発協会　会員
- SCSC　ACCアスリートキャリアコーディネーター　相談員
- 「東京沖縄県人会」会員
- 「WUB（Worldwide Uchinanchu Business Association）東京」会員
- 一般財団法人 沖縄観光コンベンションビューロー　賛助会員
- 恩納村商工会　会員
- 恩納村観光協会　会員

## コラム執筆
- 「SankeiBiz」「Fuji Sankei Business i.」コラム・リポーター　 沖縄地域担当
  - 「特選！ふるさと元気の素」世界を魅了、聖地・沖縄に空手の殿堂　2017年5月30日掲載分 
  - 「ペリーも驚嘆の世界遺産でヨガ」2016年9月3日掲載分 
  - 「世界を魅了」　聖地・沖縄に空手の殿堂　2017年5月27日 掲載分
  - 「情熱アナも盛り上げます！」　沖縄闘牛　2016年5月14日 掲載分
  - 「船」客万来、沖縄は豪華船ラッシュ　2015年9月5日掲載分
  - 「ホテルのオスカー受賞！百名伽藍」　2015年5月16日掲載分
  - 「誕生！吉本×琉球＝おきなわ新喜劇」2015年1月27日掲載分
  - 「地上45階、「超満月」と泡盛の夜」2014年9月23日掲載分
  - 「一足早い夏の夜空　〜琉球海炎祭〜」2014年4月26日掲載分
  - 「めざせグランプリ！沖縄みやげ」2013年12月14日掲載分
  - 「2千円札誕生フェス、今年も」2013年7月27日掲載分[リンク切れ]
  - 「沖縄ご当地ヒーロー、世界へ「見参」！」2013年5月14日掲載分
  - 「日本最南端、新石垣空港開港迫る」2013年2月19日掲載分[リンク切れ]
  - 「琉球舞踊〜中堅舞踊家の挑戦」2012年11月17日掲載分
  - 「琉球切手」2012年9月15日掲載分[リンク切れ]
  - 「琉球紅型　花咲く布の伝統美」2012年6月16日掲載分[リンク切れ]
  - 「沖縄の海のヘドロで守護神作り」2012年4月7日掲載分
  - 「節目の年、観光客1千万人へ挑戦」　2012年2月11日掲載分
  - 「琉球泡盛復活にあの手この手」　2011年12月3日掲載[リンク切れ]
  - 「ブーム到来？沖縄の塩ビジネス」　2011年9月24日掲載[リンク切れ]
  - 「沖縄の立地生かすITビジネスとは」　2011年7月23日掲載
  - 「支援の隙間を埋める」　2011年5月21日掲載[リンク切れ]